# Campionati africani di atletica leggera 2022 - 100 metri piani maschili
La specialità dei 100 metri piani maschili ai Campionati africani di atletica leggera di Saint-Pierre 2022 si è svolta l'8 e il 9 giugno 2022 al Côte d'Or National Sports Complex.

## Risultati

### Batterie
I primi due atleti di ogni batteria (Q) e i successivi otto più veloci (q) si qualificano alle semifinali.

#### Batteria 1
| Posizione | Corsia | Atleta             | Nazionalità | Tempo | Note |
| --------- | ------ | ------------------ | ----------- | ----- | ---- |
| 1         | 6      | Ferdinand Omanyala | Kenya       | 10"05 | Q    |
| 2         | 1      | Raymond Ekevwo     | Nigeria     | 10"11 | Q    |
| 3         | 4      | Stern Liffa        | Malawi      | 10"33 | q    |
| 4         | 2      | Sibusiso Matsenjwa | eSwatini    | 10"38 | q    |
| 5         | 8      | Gorra Guy Maganga  | Gabon       | 10"47 |      |
| 6         | 5      | Pius Adome         | Uganda      | 10"56 |      |
| 7         | 3      | Abdramane Simpore  | Burundi     | 10"78 |      |
| -         | 7      | Momodou Sey        | Gambia      | dns   |      |

#### Batteria 2
| Posizione | Corsia | Atleta                            | Nazionalità | Tempo | Note |
| --------- | ------ | --------------------------------- | ----------- | ----- | ---- |
| 1         | 8      | Emmanuel Eseme                    | Camerun     | 10"17 | Q    |
| 2         | 5      | Akeem Sirleaf                     | Liberia     | 10"25 | Q    |
| 3         | 6      | Sean Safo-Antwi                   | Ghana       | 10"28 | q    |
| 4         | 1      | Sydney Siame                      | Zambia      | 10"35 | q    |
| 5         | 3      | Locho Kiyonga Abay                | Etiopia     | 10"88 |      |
| -         | 2      | Carlos Gwerendende                | Zimbabwe    | dns   |      |
| -         | 4      | Nantenaina Dorard Rakotoarinirina | Madagascar  | dns   |      |
| -         | 7      | Elias Tirani                      | Tanzania    | dns   |      |

#### Batteria 3
| Posizione | Corsia | Atleta              | Nazionalità    | Tempo | Note |
| --------- | ------ | ------------------- | -------------- | ----- | ---- |
| 1         | 8      | Kakene Sitali       | Zambia         | 10"43 | Q    |
| 2         | 6      | Stephen Abosi       | Botswana       | 10"58 | Q    |
| 3         | 3      | Gideon Ernst Narib  | Namibia        | 10"70 |      |
| 4         | 7      | Stone Kabamb Preben | RD del Congo   | 11"01 |      |
| 5         | 1      | Serigne Salio Dia   | Mauritania     | 11"90 |      |
| -         | 4      | Isac Bangura        | Guinea-Bissau  | dns   |      |
| -         | 5      | Roméo Manzila       | Rep. del Congo | dns   |      |

#### Batteria 4
| Posizione | Corsia | Atleta               | Nazionalità    | Tempo | Note |
| --------- | ------ | -------------------- | -------------- | ----- | ---- |
| 1         | 6      | Arthur Cissé         | Costa d'Avorio | 10"13 | Q    |
| 2         | 1      | Henricho Bruintjies  | Sudafrica      | 10"20 | Q    |
| 3         | 5      | Dickson Kamungeremu  | Zimbabwe       | 10"48 |      |
| 4         | 4      | Benele Dlamini       | eSwatini       | 10"58 |      |
| 5         | 3      | Telvin Walker Jallah | Liberia        | 10"61 |      |
| 6         | 8      | Dan Asamba           | Kenya          | 10"63 |      |
| 7         | 7      | Menziwokuhle Msibi   | eSwatini       | 10"85 |      |
| -         | 2      | Abdelrahman Karam    | Egitto         | dns   |      |

#### Batteria 5
| Posizione | Corsia | Atleta                    | Nazionalità | Tempo | Note |
| --------- | ------ | ------------------------- | ----------- | ----- | ---- |
| 1         | 7      | Akani Simbine             | Sudafrica   | 10"14 | Q    |
| 2         | 4      | Samwel Imeta              | Kenya       | 10"34 | Q    |
| 3         | 2      | Nicholas Mabilo           | Nigeria     | 10"54 |      |
| 4         | 8      | Kossi Médard Nayo         | Togo        | 10"62 |      |
| 5         | 1      | Joshan Vencatasamy        | Mauritius   | 10"70 |      |
| 6         | 5      | Thuto Masasa              | Botswana    | 10"74 |      |
| 7         | 6      | Sharry Marius Dodin       | Seychelles  | 10"75 |      |
| 8         | 3      | Assadillah Karani Hassani | Comore      | 10"79 |      |

#### Batteria 6
| Posizione | Corsia | Atleta                  | Nazionalità  | Tempo | Note |
| --------- | ------ | ----------------------- | ------------ | ----- | ---- |
| 1         | 3      | Gilbert Maseko Hainuca  | Namibia      | 10"23 | Q    |
| 2         | 5      | Mojela Eugene Koneshe   | Lesotho      | 10"47 | Q    |
| 3         | 7      | Adama Jammeh            | Gambia       | 10"59 |      |
| 4         | 8      | Dylan Paul Sicobo       | Seychelles   | 10"70 |      |
| 5         | 2      | Lionel Muteba           | RD del Congo | 10"71 |      |
| 6         | 6      | Hajatiana Randrianasolo | La Riunione  | 10"79 |      |
| 7         | 4      | Boubacar Barry          | Guinea       | 11"12 |      |
| -         | 1      | Sibusiso Matsenjwa      | eSwatini     | dns   |      |

#### Batteria 7
| Posizione | Corsia | Atleta                    | Nazionalità   | Tempo | Note |
| --------- | ------ | ------------------------- | ------------- | ----- | ---- |
| 1         | 1      | Emmanuel Matadi           | Liberia       | 10"13 | Q    |
| 2         | 8      | Ebrahima Camara           | Gambia        | 10"13 | Q    |
| 3         | 6      | Adeseye Ogunlewe          | Nigeria       | 10"24 | q    |
| 4         | 5      | Ngoni Makusha             | Zimbabwe      | 10"31 | q    |
| 5         | 3      | Raphael Ngaguele Mberlina | Camerun       | 10"31 | q    |
| 6         | 7      | Tumo Stagato Lesesere     | Botswana      | 10"33 | q    |
| 7         | 2      | Panashe Nhenga            | Zimbabwe      | 10"79 |      |
| -         | 4      | Jean Charles Cantusan     | Guinea-Bissau | dns   |      |

#### Batteria 8
| Posizione | Corsia | Atleta                       | Nazionalità        | Tempo | Note |
| --------- | ------ | ---------------------------- | ------------------ | ----- | ---- |
| 1         | 5      | Noa Bibi                     | Mauritius          | 10"20 | Q    |
| 2         | 8      | Benson Okot                  | Uganda             | 10"48 | Q    |
| 3         | 7      | Olivier Mwimba               | RD del Congo       | 10"53 |      |
| 4         | 2      | Ahmed Amaar                  | Libia              | 10"57 |      |
| 5         | 1      | Didier Kiki                  | Benin              | 10"73 |      |
| -         | 3      | Santander Villarubia Remigio | Guinea Equatoriale | dns   |      |
| -         | 4      | Mohamed Aburass              | Sudan              | dns   |      |

### Semifinali
I primi due atleti di ogni batteria (Q) e i successivi due più veloci (q) si qualificano alla finale.

#### Semifinale 1
| Posizione | Corsia | Atleta                 | Nazionalità | Tempo | Note |
| --------- | ------ | ---------------------- | ----------- | ----- | ---- |
| 1         | 6      | Ferdinand Omanyala     | Kenya       | 10"07 | Q    |
| 2         | 5      | Gilbert Maseko Hainuca | Namibia     | 10"15 | Q    |
| 3         | 3      | Noa Bibi               | Mauritius   | 10"24 | q    |
| 4         | 4      | Akeem Sirleaf          | Liberia     | 10"25 |      |
| 5         | 1      | Ngoni Makusha          | Zimbabwe    | 10"29 |      |
| 6         | 8      | Sean Safo-Antwi        | Ghana       | 10"31 |      |
| 7         | 7      | Mojela Eugene Koneshe  | Lesotho     | 10"40 |      |
| 8         | 2      | Sibusiso Matsenjwa     | eSwatini    | 10"41 |      |

#### Semifinale 2
| Posizione | Corsia | Atleta                    | Nazionalità    | Tempo | Note |
| --------- | ------ | ------------------------- | -------------- | ----- | ---- |
| 1         | 3      | Emmanuel Eseme            | Camerun        | 10"19 | Q    |
| 2         | 4      | Henricho Bruintjines      | Sudafrica      | 10"21 | Q    |
| 3         | 7      | Samwel Imeta              | Kenya          | 10"27 |      |
| 4         | 8      | Adeyese Ogunlewe          | Nigeria        | 10"29 |      |
| 5         | 6      | Arthur Cissé              | Costa d'Avorio | 10"30 |      |
| 6         | 5      | Kekene Sitali             | Zambia         | 10"33 |      |
| 7         | 2      | Sydney Siame              | Zambia         | 10"50 |      |
| 8         | 1      | Raphael Ngaguele Mberlina | Camerun        | 10"54 |      |

#### Semifinale 3
| Posizione | Corsia | Atleta                | Nazionalità | Tempo | Note |
| --------- | ------ | --------------------- | ----------- | ----- | ---- |
| 1         | 3      | Akani Simbine         | Sudafrica   | 10"09 | Q    |
| 2         | 6      | Emmanuel Matadi       | Liberia     | 10"13 | Q    |
| 3         | 5      | Raymond Ekevwo        | Nigeria     | 10"15 | q    |
| 4         | 4      | Ebrahima Camara       | Gambia      | 10"38 |      |
| 5         | 2      | Stern Liffa           | Malawi      | 10"45 |      |
| 6         | 8      | Stephen Abosi         | Botswana    | 10"50 |      |
| 7         | 1      | Tumo Stagato Lesesere | Botswana    | 10"54 |      |
| 8         | 7      | Benson Okot           | Uganda      | 12"26 |      |

### Finale
| Posizione | Corsia | Atleta                 | Nazionalità | Tempo | Note   |
| --------- | ------ | ---------------------- | ----------- | ----- | ------ |
| Oro       | 6      | Ferdinand Omanyala     | Kenya       | 9"93  | (.927) |
| Argento   | 5      | Akani Simbine          | Sudafrica   | 9"93  | (.930) |
| Bronzo    | 8      | Henricho Bruintjies    | Sudafrica   | 10"01 |        |
| 4         | 1      | Raymond Ekevwo         | Nigeria     | 10"03 |        |
| 5         | 3      | Emmanuel Eseme         | Camerun     | 10"06 |        |
| 6         | 4      | Emmanuel Matadi        | Liberia     | 10"08 |        |
| 7         | 2      | Noa Bibi               | Mauritius   | 10"14 |        |
| 8         | 7      | Gilbert Maseko Hainuca | Namibia     | dq    |        |